# Parafia Matki Bożej Częstochowskiej w Drohojowie
Parafia Matki Bożej Częstochowskiej w Drohojowie − parafia rzymskokatolicka znajdująca się w archidiecezji przemyskiej w dekanacie Radymno I. Od 1997 roku parafią administrują proboszczowie z Wacławic.

## Historia
Drohojów był siedzibą Drohojowskich. W  1505 roku w miejscowości urodził się Jan Drohojowski późniejszy biskup kamieniecki, chełmski, włocławski. W XVII wieku istniał zbór ariański. W 1869 roku miejscowi grekokatolicy zbudowali murowaną cerkiew Opieki Bogurodzicy. 
W 1945 roku grekokatolicy wyjechali na Ukrainę, a przybyli polscy repatrianci z Kamionki Strumiłowej z ks. Tadeuszem Sorysem. 4 kwietnia 1946 roku dekretem bpa Franciszka Bardy została utworzona ekspozytura, z wydzielonego terytorium parafii Wacławice. Na kościół parafialny zaadaptowano dawną cerkiew. 19 września 1957 roku kardynał Stefan Wyszyński zatwierdził odpust dla parafii w święto Matki Boskiej Częstochowskiej. 1 czerwca 1984 roku ekspozytura została przemianowana na samodzielną parafię. W 2008 roku przeprowadzono generalny remont wnętrza kościoła
.
Na terenie parafii jest 420 wiernych.
Proboszczowie parafii:
1946–1947. ks. Tadeusz Sorys.
1947. ks. Antoni Soszyński.
1947–1957. ks. Józef Hędrzak (administrator excurrendo z Wacławic).
1957–1961. ks. Stanisław Cyran (ekspozyt).
1961–1967. ks. Tomasz Kluz (ekspozyt).
1967–1972. ks. Stanisław Mazur (ekspozyt).
1972–1979. ks. Feliks Schuchart (ekspozyt).
1979–1985. ks. Józef Świerczek (w latach 1979–1984 ekspozyt, w latach 1984–1985 administrator).
1985–?. ks. Antoni Cena (administrator).
?–1997. ks. Tadeusz Kulak (administrator excurrendo z Kaszyc).
1997–2002. ks. Kazimierz Kopeć (administrator excurrendo z Wacławic).
2002–2016. ks. Adam Hus (administrator excurrendo z Wacławic).
2016– nadal ks. prał. Andrzej Stopyra (administrator excurrendo z Wacławic).